# Рендолф (Айова)
Рендолф (англ. Randolph) — місто (англ. city) в США, в окрузі Фремонт штату Айова. Населення — 189 осіб (2020).

## Географія
Рендолф розташований за координатами 40°52′24″ пн. ш. 95°33′53″ зх. д. / 40.87333° пн. ш. 95.56472° зх. д. (40.873434, -95.564725).  За даними Бюро перепису населення США в 2010 році місто мало площу 0,82 км², уся площа — суходіл.

## Демографія
Згідно з переписом 2010 року, у місті мешкало 168 осіб у 72 домогосподарствах у складі 50 родин. Густота населення становила 204 особи/км².  Було 85 помешкань (103/км²).
Расовий склад населення:
| - 98,2 % — білих - 0,6 % — чорних або афроамериканців |

До двох чи більше рас належало 1,2 %. Частка іспаномовних становила 0,6 % від усіх жителів.
За віковим діапазоном населення розподілялося таким чином: 20,2 % — особи молодші 18 років, 61,9 % — особи у віці 18—64 років, 17,9 % — особи у віці 65 років та старші. Медіана віку мешканця становила 47,3 року. На 100 осіб жіночої статі у місті припадало 97,6 чоловіків;  на 100 жінок у віці від 18 років та старших — 97,1 чоловіків також старших 18 років.
Середній дохід на одне домашнє господарство  становив 44 751 долар США (медіана — 47 969), а середній дохід на одну сім'ю — 46 391 долар (медіана — 49 219). Медіана доходів становила 31 827 доларів для чоловіків та 21 250 доларів для жінок. За межею бідності перебувало 16,5 % осіб, у тому числі 18,8 % дітей у віці до 18 років та 3,2 % осіб у віці 65 років та старших.
Цивільне працевлаштоване населення становило 85 осіб. Основні галузі зайнятості: освіта, охорона здоров'я та соціальна допомога — 28,2 %, транспорт — 16,5 %, роздрібна торгівля — 11,8 %, сільське господарство, лісництво, риболовля — 11,8 %.